# Baroniet Juellinge
Baroniet Juellinge var et dansk baroni oprettet 10. december 1672 af Jens Juel af hovedgårdene Juellinge (Halsted Kloster), Ørbygård, Haugård og Stensgård. Baroniet blev opløst i 1921 som følge af lensafløsningen.

## Besiddere af lenet
- 1672-1700: Jens Juel
- 1700-1706: Sophie Cathrine Juel, gift Vind
- 1708-1726: Jens Juel-Vind
- 1726-1738: Ide Helle Margrethe Frederiksdatter Krag gift Juel-Vind
- 1738-1776: Jens Krag-Juel-Vind
- 1776-1799: Sophie Magdalene Carlsdatter von Gram gift Krag-Juel-Vind
- 1799-1815: Frederik Carl Krag-Juel-Vind-Frijs
- 1815-1838: Carl Ludvig Krag-Juel-Vind-Frijs
- 1838-1885: Frederik Julius Krag-Juel-Vind-Frijs
- 1885-1907: Jens Christian Krag-Juel-Vind-Frijs
- 1907-1921: Frederik Krag-Juel-Vind-Frijs

1. ↑  Hof- og Statskalender for Kongeriget Danmark